# Atkinson (Nou Hampshire)
Atkinson és una població dels Estats Units a l'estat de Nou Hampshire. Segons el cens del 2007 tenia 6.572 habitants.

## Demografia
Segons el cens del 2000, Atkinson tenia 6.178 habitants, 2.317 habitatges, i 1.777 famílies. La densitat de població era de 214,3 habitants per km².
Dels 2.317 habitatges en un 32,5% hi vivien nens de menys de 18 anys, en un 68,8% hi vivien parelles casades, en un 5,7% dones solteres, i en un 23,3% no eren unitats familiars. En el 19% dels habitatges hi vivien persones soles el 6,4% de les quals corresponia a persones de 65 anys o més que vivien soles. El nombre mitjà de persones vivint en cada habitatge era de 2,66 i el nombre mitjà de persones que vivien en cada família era de 3,08.
Per edats la població es repartia de la següent manera: un 24,5% tenia menys de 18 anys, un 5% entre 18 i 24, un 28,4% entre 25 i 44, un 30,7% de 45 a 60 i un 11,4% 65 anys o més.
L'edat mediana era de 41 anys. Per cada 100 dones de 18 o més anys hi havia 96,1 homes.
La renda mediana per habitatge era de 69.729$ i la renda mediana per família de 77.631$. Els homes tenien una renda mediana de 53.229$ mentre que les dones 34.760$. La renda per capita de la població era de 30.412$. Entorn del 2,3% de les famílies i el 3,3% de la població estaven per davall del llindar de pobresa.